# Mirnij (Ukrajna)
Mirnij (ukrán betűkkel: Мирний, orosz betűkkel: Мирный, krími tatár írással: Mirnıy) városi jellegű település Ukrajnában, a Krími Autonóm Köztársaságban. A Krím félsziget nyugati részén, Jevpatorijától 28 km-re, a Fekete-tenger és a Donuzlav tó partján fekszik. Önálló önkormányzata nincs, a Jevpatorijai Városi Tanácshoz tartozik. Lakossága 2011. január 1-jén 4210 fő volt. A szovjet időszakban zárt katonai terület volt, a haditengerészeti légierő Donuzlav nevű bázisa működött a közelében.
A települést csak 1969-ben hozták létre, amikor a Donuzlav tavat és a Fekete-tengert csatornával kötötték össze. Előtte csupán két, 1964–1967 között épített ház állt a jelenlegi település helyén, melyekben a jevpatorijai kikötőt építő munkásokat szállásolták el. 1965-ben a Donuzlav tavat katonai célokra a Szovjet Védelmi Minisztérium kezelésébe adták. Mirnijt a tó környékén létesített katonai egységekhez tartozó személyzet elhelyezésére hozták létre. Az első házak 1969-ben készültek el.
1969 szeptemberében a település melletti repülőtérre települt a 78. tengeralattjáró-elhárító helikopterezred Ka–25-ös helikopterekkel. A repülőtéren később Be–12 típusú haditengerészeti felderítő repülőgépek is állomásoztak. A település közelében, a Donuzlav tavon később haditengerészeti kikötő is létesült, ahová a 112. felderítő hajódandár több hajóját telepítették.
A település közelében egy szélerőművet is létesítettek.